# Pardosa confusa
Pardosa confusa là một loài nhện trong họ Lycosidae.
Loài này thuộc chi Pardosa. Pardosa confusa được Torbjörn Kronestedt miêu tả năm 1988.